# Yvette Sylla
Yvette Sylla (née Yvette Rakoto) est une historienne et femme politique malgache qui fut plusieurs fois ministre.
Elle est représentante permanente de Madagascar à l'UNESCO.

## Biographie
Yvette Sylla est titulaire d'un doctorat en histoire et fut maître de conférences. En dehors de ses engagements politiques, elle est professeur d'histoire et de géographie au lycée français de Tananarive.
Elle était mariée à Jacques Sylla (1946-2009), homme d'État malgache, Premier ministre de 2002 à 2007 sous la présidence de Marc Ravalomanana.

## Carrière politique
Yvette Sylla fut membre du parti politique Miaraka Amin'i Prezida Andry Rajoelina (MAPAR) et présida le parti Madagasikara Mandroso (MAMAN).
En 2011, elle est nommée ministre des Affaires étrangères dans le gouvernement d'Union nationale de transition dirigé par Camille Vital.
En 2018, elle entre au gouvernement de Christian Ntsay et devient ministre des Travaux publics et des Infrastructures puis du Commerce et de la Consommation.
Elle est nommée représentante personnelle du président de la République de Madagascar auprès de l'Organisation internationale de la Francophonie (OIF) à compter de mars 2019.
Elle coordonne du côté malgache la visite pastorale du pape François à Madagascar en septembre 2019.
Elle est ensuite envoyée comme ambassadrice déléguée permanente de Madagascar auprès de l’UNESCO à Paris.
Le 21 février 2022, elle redevient ministre des Affaires étrangères, lors de la cérémonie de passation de service avec Richard Rakotonirina. Elle développe notamment les relations de Madagascar avec la Chine. Le 30 juin 2023, avec Wang Yi, directeur du bureau de la commission des affaires étrangères du comité central du Parti communiste chinois, elle passe en revue l'état des relations sino-malagasy. Elle a aussi dirigé l'équipe malgache qui participe à la 3e édition de l'exposition économique et commerciale Chine-Afrique de Changsha.